# Óblast de Zaporiyia
La óblast de Zaporiyia (en ucraniano: Запорізька область) es una óblast (provincia) de Ucrania situada en el sudeste del país. Su capital es Zaporiyia. Tiene una superficie de 27 183 km². Su población en 2014 alcanza los 1 638 462 habitantes (estimado al 2022). Se formó el 10 de enero de 1939 dividiendo la región de Dnipropetrovsk. Situado en el sureste de Ucrania, ocupa principalmente la parte de la orilla izquierda de la cuenca del curso inferior del río Dniéper. El centro regional es la ciudad de Zaporiyia.
En el norte y noroeste limita con la región de Dnipropetrovsk, al oeste con la región de Jersón, al este con la región de Donetsk, y en el sur su costa está bañada por el mar de Azov, cuya costa dentro de la región supera los 300 km. La longitud de norte a sur es de 208 km, de oeste a este 235 km.
El centro administrativo y la ciudad más grande es Zaporiyia, otras ciudades importantes son Melitopol, Berdiansk, Enerjodar, Tokmak.

## Historia
El área correspondiente aproximadamente al óblast de Zaporiyia moderno, según Heródoto, se llamaba en la antigüedad como la tierra de Gerrhos. Esta área fue el lugar de enterramiento de los reyes de los "Pueblos escitas".
El asentamiento de este territorio comenzó hace 31-32 mil años, como lo demuestra el sitio "Mira", descubierto en 1995 en la orilla derecha del Dnieper en las cercanías del pueblo de Kanivske, distrito de Zaporozhye. Cerca de Zaporozhye, se han investigado siete asentamientos del período paleolítico tardío, así como unos 100 monumentos de la Edad del Bronce. En el cementerio de Mamai Gora hay entierros desde el Neolítico hasta la Edad Media.
De los entierros de la cultura de las catacumbas en el Dmitrov kurgan n.º 6 y en el entierro de Maryevsky "Tyagunova Mogila", hay hallazgos conocidos de vagones con ruedas conservadas de unos 5 mil años de antigüedad.
Desde el siglo VII a. C. e. la región del norte del Mar Negro era propiedad de los escitas, y su capital, como se cree, era un gran asentamiento de Kamenskoye.
En el siglo IV, estas tierras fueron capturadas por los hunos, en el siglo VI - los ávaros, en el siglo VIII - los jázaros. En el tramo Makartet cerca del pueblo de Pokrovskoye descubrió un lugar de sacrificio de la época Alano-Hun (siglos IV-V ). El complejo de tiempo huno del tratado de Macartet mostró una sorprendente similitud del rito con el complejo arqueológico de la Ascensión en Zaporozhye, a pesar de una diferencia cronológica significativa. En el Tract de Kantsirka en la orilla derecha del Dnieper cerca del pueblo de Fedorovka a finales del siglo VII, un centro de cerámica comenzó a funcionar. El complejo arqueológico de la Ascensión se remonta a finales del siglo VII, principios del siglo VIII.
Después de que el príncipe Svyatoslav Igorevich derrotara al Khazar Khaganate en 969, fueron reemplazados por las tribus pechenegos.
Desde el siglo XI, las tierras de Azov estaban bajo el dominio de los cumanos. A principios del siglo XII, los príncipes rusos derrotaron a las tropas de los cumanos a orillas del río Molochnaya. El segundo cuartel - mediados del siglo XIII data del montículo de Chingul - el entierro Polovtsian (Kipchak). En junio de 1223, tuvo lugar la Batalla de Kalka, el ejército ruso-polovtsiano fue derrotado, parte de la población de las estepas de Azov cayó bajo la influencia de la Horda de Oro y el Kanato de Crimea, las tierras se llamaron el Campo Salvaje. A finales del siglo XV, surgieron los cosacos, y en 1552 en la isla de Malaya Khortitsa Dmitry Vishnevetsky fundó una ciudad que se convirtió en el prototipo de los posteriores Zaporozhye Sichs, los centros del ejército cosaco y el estado ucraniano.
Durante las guerras ruso-turcas del siglo XVIII y la liquidación del Kanato de Crimea, los territorios de la región de Zaporozhye se convirtieron en parte de Novorossiysk, y luego de las provincias de Ekaterinoslav y Táuride.
El desarrollo industrial de la región comenzó en la primera mitad del siglo XIX, cuando aparecieron fábricas para el procesamiento de materias primas agrícolas.
Durante la Guerra Civil de 1917-1921, el poder en el territorio de la moderna región de Zaporozhye perteneció a la Rada Central, a los bolcheviques, de nuevo a la Rada Central (establecida con la ayuda de las tropas austro-alemanas), al hetman P. Skoropadsky, al Directorio, a los guardias blancos, a los majnovistas y finalmente terminó con la victoria de los bolcheviques.
El moderno Óblast de Zaporizhzhia se creó como parte de la República Socialista Soviética de Ucrania el 10 de enero de 1939 a partir del Óblast de Dnipropetrovsk.
Durante el referéndum de independencia de Ucrania de 1991, el 90,66% de los votos en el óblast estaban a favor de la Declaración de Independencia de Ucrania.

### Ocupación rusa de Zaporiyia
Durante la invasión rusa de Ucrania en 2022, las fuerzas armadas rusas ocuparon la parte sur del óblast y derrotaron a las fuerzas armadas de Ucrania en Melitopol y Enerhodar. Las fuerzas ucranianas llevaron a cabo un ataque que destruyó un barco ruso y dañó otros dos en el puerto de Berdiansk. 
A raíz de la invasión rusa, 3/4 partes del territorio se encuentra ocupado por Rusia. Este comprende, entre otras ciudades, Berdiansk, Energodar o Melitópol.
Con ocasión del Día de la Victoria sobre el nazismo en la Segunda Guerra Mundial, el 9 de mayo de 2022 en apoyo a Rusia miles de personas, algunas procedentes de otras regiones vecinas ocupadas, marcharon por las calles en Zaporiyia y otros territorios ucranianos sobre los que Rusia ejerce su control.

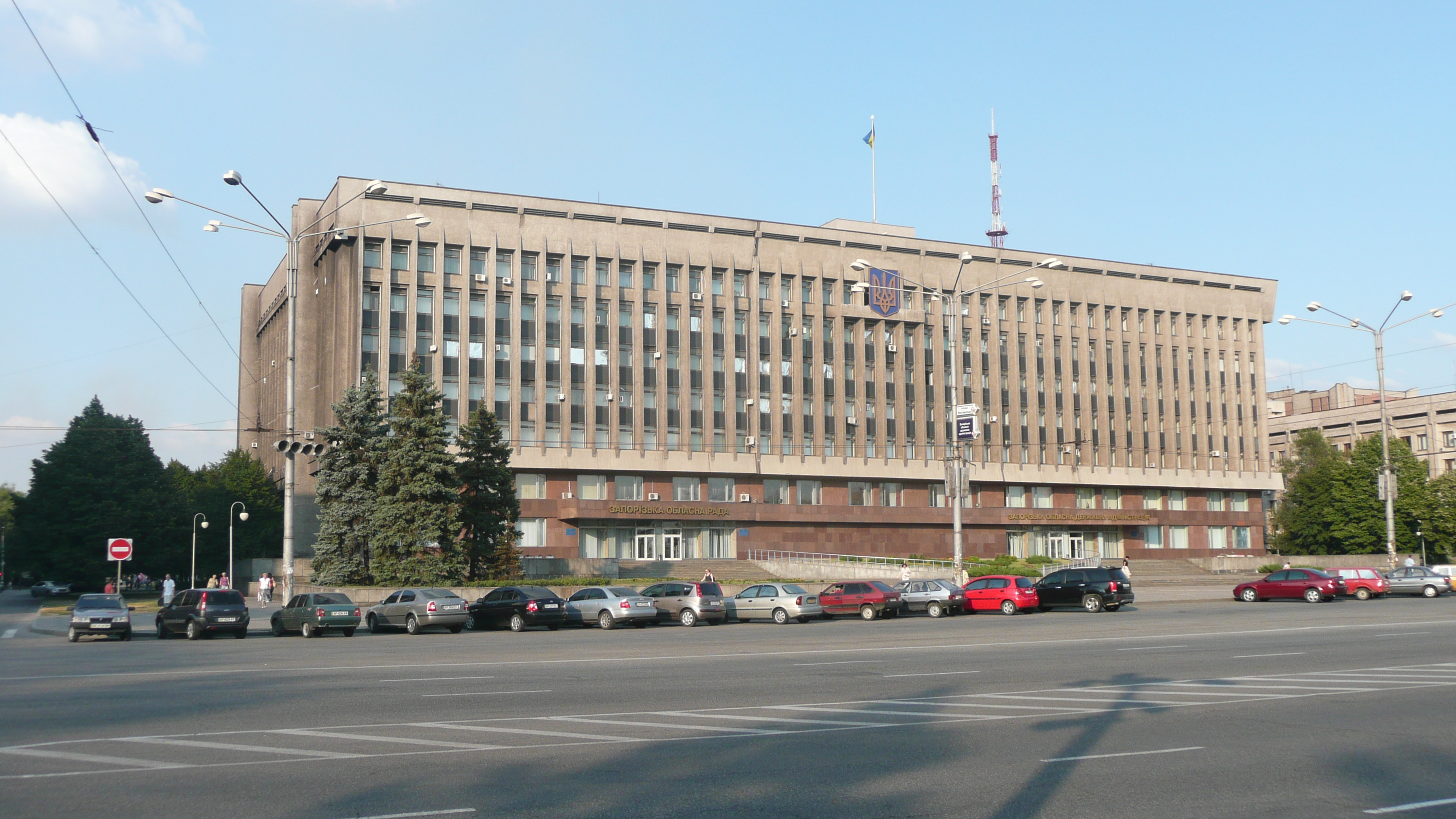
El edificio de la administración regional y consejo regional

El 22 de mayo de 2022 el alcalde Andrey Shevshik, puesto por las autoridades rusas, sufrió un atentado con bomba por lo que fue internado en cuidados intensivos.
Los días 4 y 5 de julio de 2022, durante la Conferencia internacional de recuperación de Ucrania (URC 2022) en Lugano, Suiza se comprometió a apoyar la reconstrucción de la región de Zaporiyia.

## Divisiones administrativas
| Distritos de la óblast de Zaporiyia                                                                   |
| - Raión de Berdiansk - Raión de Zaporiyia - Raión de Melitópol - Raión de Pologi - Raión de Vasilivka |

## Geografía
Limita con las óblasts de Dnipropetrovsk, Jersón, y Donetsk.
| Noroeste: Óblast de Dnipropetrovsk | Norte: Óblast de Dnipropetrovsk | Noreste: Óblast de Donetsk |
| Oeste: Óblast de Jersón            |                                 | Este: Óblast de Donetsk    |
| Suroeste: Óblast de Jersón         | Sur: Mar de Azov                | Sureste: Mar de Azov       |